# Monte Testaccio

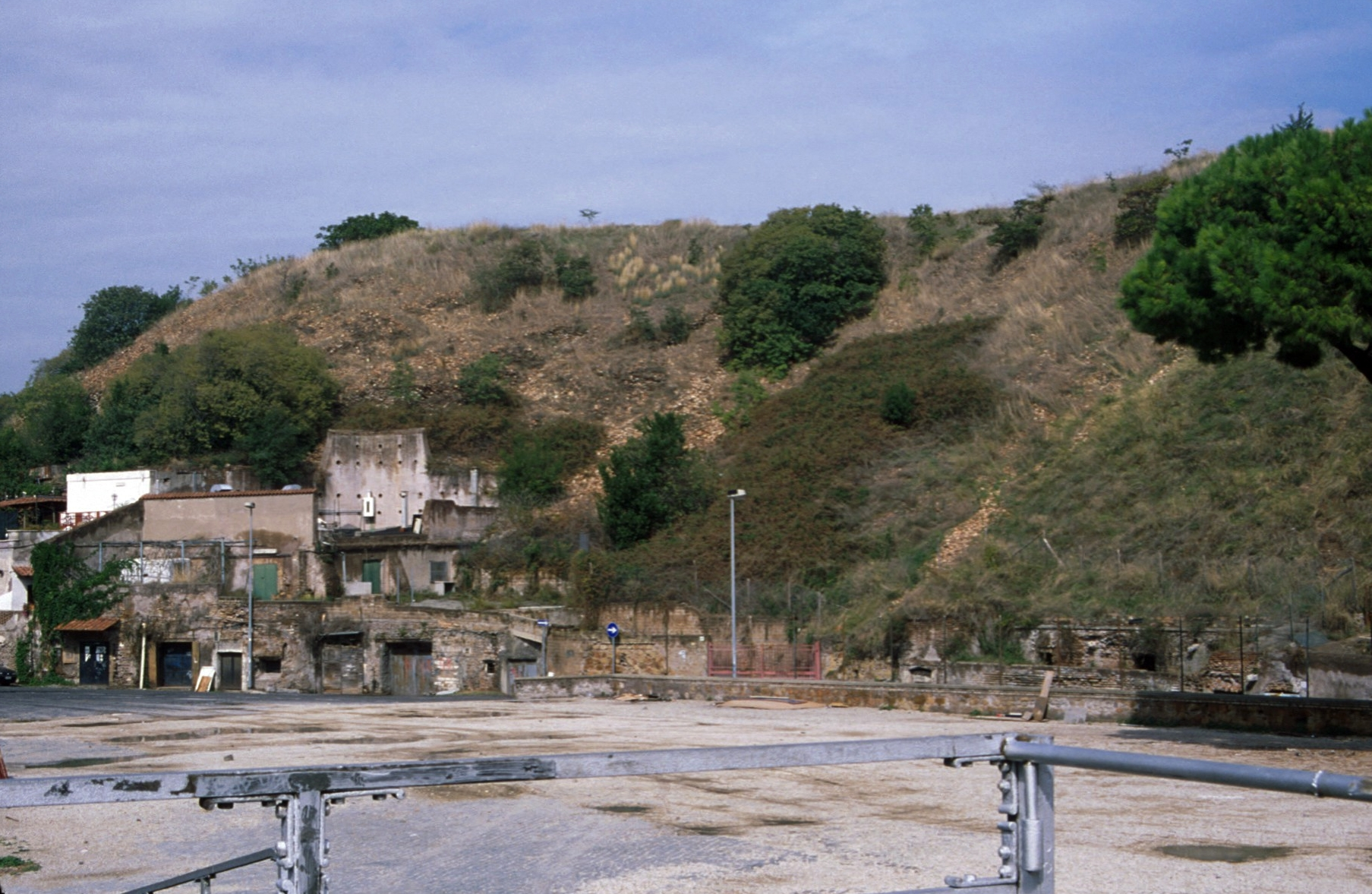
Monte Testaccio

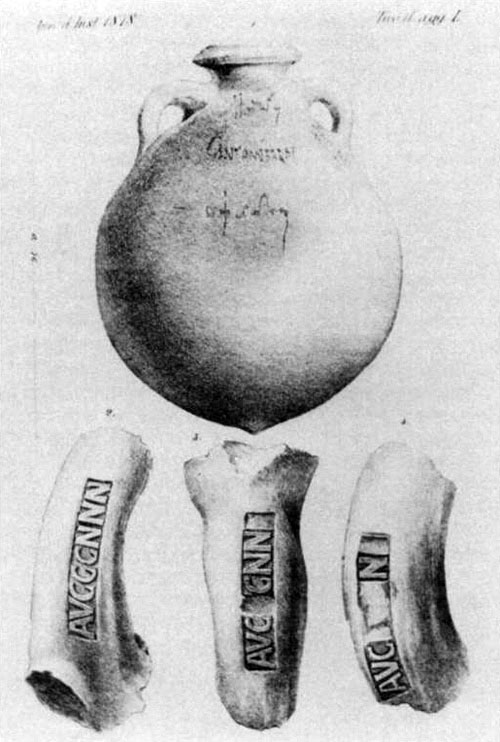
Amphore Dressel 20 mit Henkelstempeln und tituli picti vom Monte Testaccio

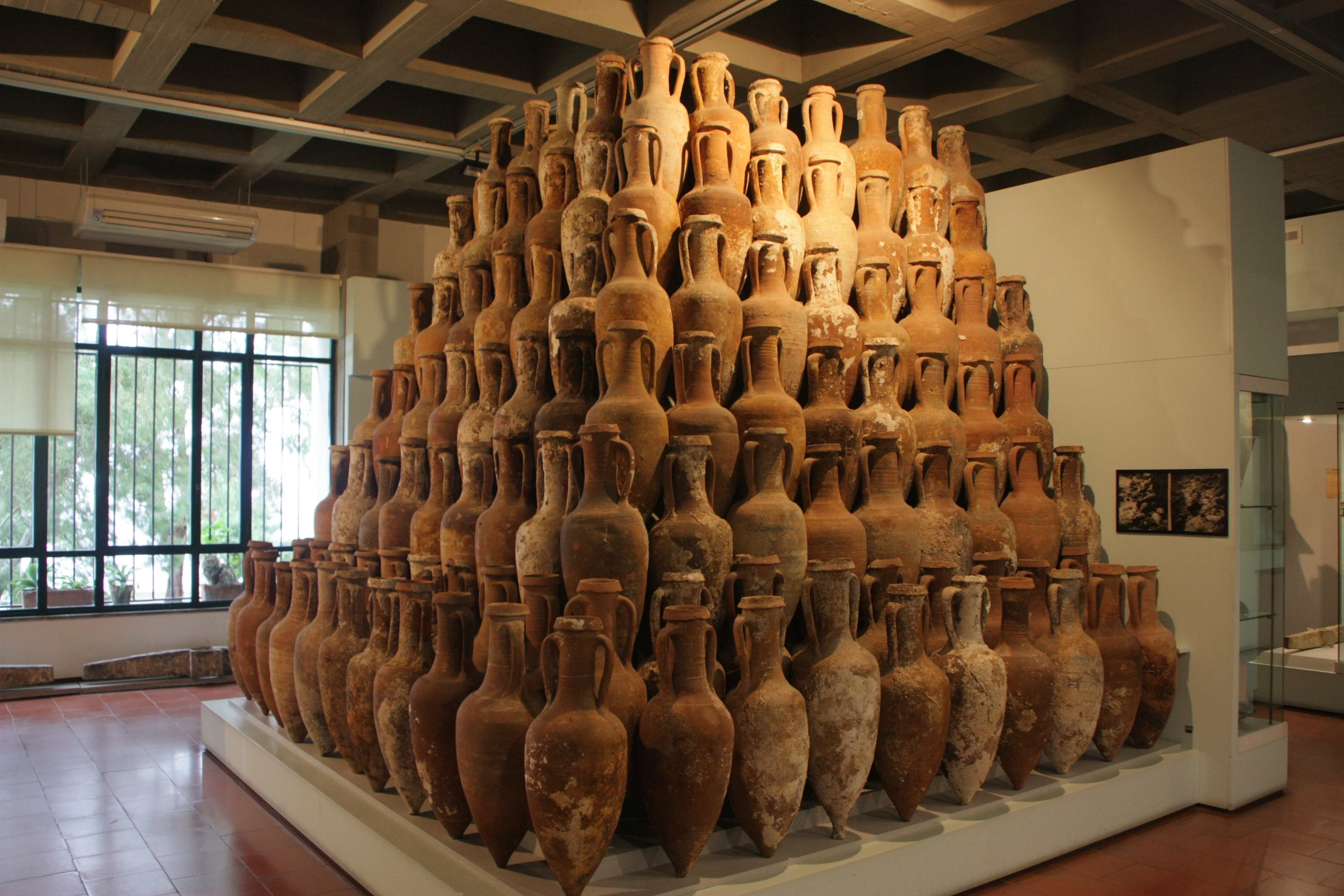
Amphoren so wie sie in den Laderäumen aufgeschichtet wurden (Museo Archeologico Eoliano in Lipari)

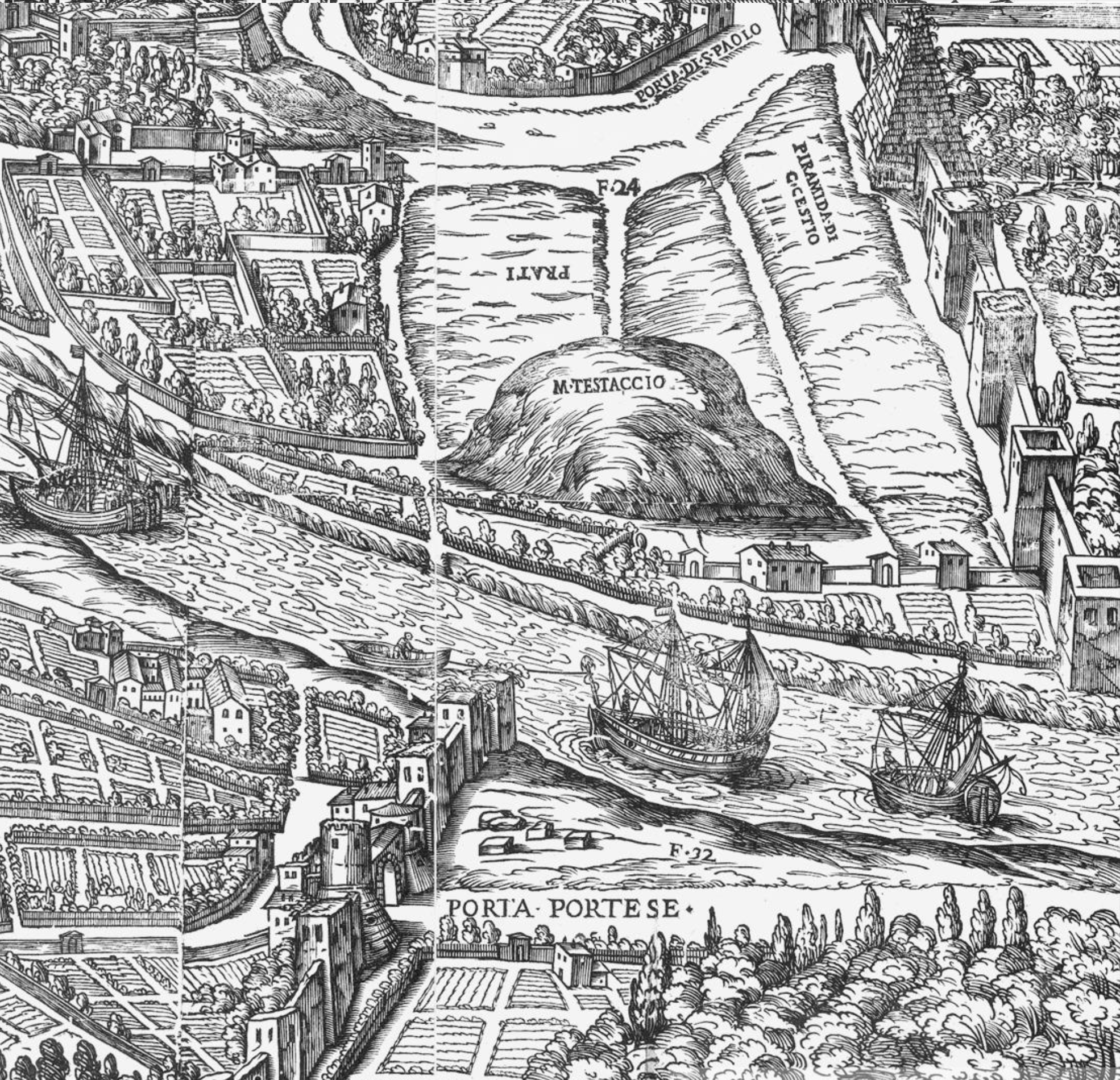
Ansicht des Testaccioviertel im 17. Jahrhundert, der Monte Testaccio war damals noch von Brachland umgeben (Giovanni Maggi, um 1625)

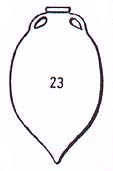
Amphore des Typs Dressel 23

Der Monte Testaccio ist ein Hügel in Rom, der vollständig aus Tonscherben besteht. Sein Name leitet sich von testae ab, dem lateinischen Ausdruck für Scherben. Diese stammen von zerbrochenen antiken Amphoren und anderen Gefäßen, mit denen Getreide, Öl und Wein über den Tiber ins alte Rom transportiert wurde. Der Scherbenberg verrät einiges über den riesigen Bedarf der antiken Großstadt an Olivenöl und woher es beschafft wurde. Der Hügel gibt dem Stadtviertel Testaccio (Regio XX Rione) in Rom seinen Namen.

## Lage
Der Monte Testaccio liegt in einer Senke zwischen dem Aventin und dem Tiberufer, nordwestlich der Aurelianischen Mauer und der Cestius-Pyramide. Dort errichteten die Römer keine Bauten; der heute noch fast 50 Meter hohe Hügel besteht aus Abermillionen von Amphorenscherben. Es war die größte Müllhalde des antiken Rom, die vermutlich bis an das Ende des 4. Jahrhunderts n. Chr. genutzt wurde. Er ist heute größtenteils mit Gras und Bäumen bewachsen. Archäologen haben berechnet, dass die Fragmentschichtungen etwa 45 Meter tief reichen. Der Umfang des Monte Testaccio beträgt rund 1.000 Meter. Auf seinem Areal wurde in der Antike jene Fracht gelöscht, die vorher im Tiefseehafen Ostia auf Lastkähne umgeladen worden war. Ostia, gelegen an der Tibermündung, diente lange als Haupthafen Roms. Da er jedoch mehr und mehr versandete, ließ Kaiser Claudius (41 bis 54 n. Chr.) ab dem Jahr 42 n. Chr. weiter nördlich einen neuen Hafen anlegen. Kaiser Trajan (98 bis 117) ließ im Jahr 103 n. Chr. unweit davon ein riesiges sechseckiges Hafenbecken ausschachten – dessen Umrisse sind heute noch als Lago di Traiano sichtbar. Ab dem 2. Jahrhundert legten dort auch die Ölfrachter aus der Baetica an, das Öl wurde auf Lastkähne umgeladen und flussaufwärts bis an die Anleger des Hafens unterhalb des Aventin neben dem heutigen Ponte Sublício gebracht. Dort wurden sie entladen, und die Waren wurden in großen Speichergebäuden (horreum) zwischengelagert. Diese zweigeschossigen Hallenbauten standen dicht an dicht aufgereiht am Ufer des Tiber. Heute sind davon nur noch wenige Mauerfragmente zu sehen, darunter einige Bogenelemente der Porticus Aemilia, einer ursprünglich 490 × 60 Meter messenden Lagerhalle. Die römerzeitliche Bebauung im heutigen Stadtteil Testaccio ist dennoch gut bekannt, da sie auf mehreren Fragmenten der »Forma Urbis Romae« überliefert ist. Auf diesem Stadtplan aus Marmor, der im antiken Rom öffentlich ausgestellt war, sind auch die »horrea« abgebildet; zwischen ihnen ragt der Monte Testaccio empor.

## Forschungsgeschichte
1872 reiste der deutsche Epigrafiker Heinrich Dressel nach Rom, um für ein Sammelwerk lateinischer Inschriften, das »Corpus Inscriptionum Latinarum«, nach Inschriften auf antiken Gegenständen des täglichen Gebrauchs zu forschen. Dabei stieß er bald auf die Tonscherben am Monte Testaccio. Zunächst sammelte Dressel nur die Fragmente auf, die an der Oberfläche lagen, später ließ er auf dem Hügel die ersten archäologischen Ausgrabungen vornehmen. Auf den dabei geborgenen Amphorenfragmenten beobachtete er längliche Inschriftenstempel oder mehrzeilige Aufschriften die mit schwarzer Tinte aufgemalt worden waren, die sogenannten »tituli picti«. Dressel ordnete die Amphoren nach ihrer Form und konnte damit nachvollziehen, wie sie im Lauf der Zeit umgestaltet worden waren. Viele Amphorentypen tragen seitdem seinen Namen. Die überwiegende Mehrzahl der am Monte Testaccio gefundenen Exemplare sind Amphoren des Typs »Dressel 20«, ein 70 bis 80 Zentimeter hohes Gefäß, das ungefähr 70 Liter Öl fasst und unbefüllt ca. 30 Kilogramm wiegt. Heinrich Dressel konnte schließlich auch nachweisen, dass Dressel 20 und damit auch die darin transportierte Ware aus der Provinz Baetica stammten (heute Andalusien). Als 1899 die Stempel und Aufschriften publiziert wurden, wandelte sich die antike Müllhalde zu einem bedeutenden historischen Archiv. Dressels Forschungen bewiesen, wie aufschlussreich auch einfache Massenware für die altrömische Wirtschaftsgeschichte sein konnte. Dennoch geriet der Hügel bald wieder in Vergessenheit.
Erst ab den 1970er Jahren beschäftigte sich die wissenschaftliche Forschung wieder mit Dressels Arbeiten am Monte Testaccio. Zeitgleich begannen Archäologen und Historiker, die antiken Produktionsmethoden von Olivenöl und Amphoren im damaligen Spanien näher zu untersuchen. 1989 erfolgte die Gründung des Centro para el Estudio de la Interdependencia Provincial en la Antigüedad Clásica (CEIPAC) an der Universität Barcelona. In Zusammenarbeit mit der Universität La Sapienza in Rom konnte das Team um José Remesal Rodríguez seine Forschungen in der römischen Provinz mit der am Monte Testaccio in Einklang bringen. Mit Hilfe statistischer Verfahren und einer Datenbank, die ungefähr 43 000 Einträge umfasst, konnten die Wissenschaftler auch viel genauer, als es Dressel möglich war, die unzähligen Funde bearbeiten und auswerten. Analysen mit Hilfe der Röntgenfluoreszenz und dem Rasterelektronenmikroskop bestätigten, dass die Amphoren »Dressel 20« aus demselben Ton und mit derselben Technik in Andalusien hergestellt worden waren. Man schätzt, dass der Hügel aus rund 25 Millionen Amphoren besteht. Die statistische Auswertung ergab, dass es sich dabei zu 80 Prozent um Amphoren des Typ »Dressel 20« handelt und sie ursprünglich baetisches Öl enthielten. Ca. 15 Prozent der Amphoren stammten aus Nordafrika, viele waren mit Ölivenöl aus Tripolitanien, dem heutigen Tunesien und Libyen, befüllt worden. Archäometrische Untersuchungen ergaben weiters, dass die restlichen Gefäße zur Einfuhr von Wein aus Gallien und für die Würzsoße »garum« aus Hispanien verwendet worden waren.

### Stempel und Inschriften
Dressel erstellte anhand der Stempel Typentafeln und trug die Aufschriften in Listen ein. Diese versuchte man danach zu entziffern oder wenigstens die ungefähre Bedeutung der erhalten gebliebenen Buchstabenfragmente zu erschließen. Sie entpuppten sich schließlich als antike Frachtbriefe, die das Leergewicht einer Amphore, die Menge des darin transportierten Olivenöls, den ursprünglichen Eigentümer und den Namen des Empfängers auflisteten. Die Übernahme am Bestimmungsort wurde mittels Kürzeln abgezeichnet, gleichzeitig bestätigte man damit, dass die Ware in den Hafen sowie anschließend in ein Lagerhaus gelangt war. Da sie auch den amtierenden Konsul nannten, konnte Dressel das genaue Jahr der Befüllung ermitteln. Demnach muss der Hügel zwischen dem 1. bis zum 3. Jahrhundert n. Chr. aufgeschüttet worden sein. Viele Erkenntnisse Dressels zu den Stempeln und Aufschriften konnten nachträglich durch die Forschungsgruppe des CEIPAC bestätigt werden, einige konnte man sogar noch näher präzisieren. Gesichert ist, dass die Stempel die Namen der Ölproduzenten und Besitzer der Olivenhaine nennen. Bei ihnen handelt es sich um Männer aus der Oberschicht der Baetica, vielleicht sogar um Senatoren, die in Rom lebten. Die aufgemalten Inschriften hingegen werden mit den Namen der Zwischenhändler in Verbindung gebracht. Die übrigen Kontrollvermerke, die im Zuge des Transports an den Amphoren angebracht wurden – waren alle in einem ähnlichen Wortlaut abgefasst: »Geprüft, wie viel einer Ware, an welchem Ort, in welchem Büro, durch welchen Beamten, in welchem Jahr [verladen].« Anhand dieser Angaben konnte das CEIPAC-Team auch ziemlich exakt datieren, wann die Amphoren schließlich am Monte Testaccio gelandet waren. Die jüngsten Datierungen stammen aus den Jahren zwischen 255 und 257 n. Chr. Zu dieser Zeit endete in der Baetica auch die Produktion der Amphore »Dressel 20«. Baetisches Olivenöl wurde zwar weiterhin eingeführt, und das bis ins 5. Jahrhundert n. Chr., dafür wurde aber eine neue, kleinere Amphore verwendet, die »Dressel 23«.

## Hügelstruktur
Um den inneren Aufbau des Schutthügels zu ermitteln, führte das CEIPAC gravimetrische Messungen durch. Diese Daten zeigten, dass er aus zwei übereinanderliegenden Schichten mit unterschiedlicher Dichte besteht. Der untere Teil war im Inneren weniger kompakt, weil der Keramikabfall dort zuerst wohl einfach abgekippt worden war. Das Material darüber war hingegen schon viel stärker verdichtet. Die langjährigen Grabungen zeigten, dass der Monte Testaccio wie eine Stufenpyramide in die Höhe wuchs. Man lud die Tonscherben wohl über Rampen ab, bis eine steil geböschte Plattform entstanden war, auf der – etwas nach innen gerückt – dann eine weitere niedrige Stufe aufgeschichtet wurde und füllte zuletzt noch die Absätze auf. Hierfür türmte man zwei große Plattformen in dieser Art auf, später entstanden daneben noch zwei kleinere Aufschüttungen.

## Funktion
In der Antike legte man üppig bemalte Amphoren als Beigabe in Gräber oder sie wurden, mit kostbarem Öl gefüllt, u. a. als Siegesprämie für Athleten vergeben. Sie dienten jedoch hauptsächlich als universell verwendbarer Transportbehälter – für damalige Massengüter wie Getreide, Wein, diverse Öle, Früchte und Würzsoßen. Die ältesten Gefäße wurden überwiegend für Olivenöl abgefüllt in Hispanien, benutzt. Weil die Siegel des Herstellers und andere Bezeichnungen auf den Scherben häufig noch zu entziffern waren, können sie als Informationsquelle über den Verlauf der Handelsströme in römischer Zeit herangezogen werden. Die Amphoren des Typs Dressel 20 fassten 70 Liter. In den meisten Fällen dienten Amphoren nur als Einwegverpackungen. Das Leergut wieder an die Lieferanten zurückzuschicken, rechnete sich für die Händler nicht. Getreide- und Weinamphoren konnte man als Vorratsgefäß wiederverwenden, Ölamphoren hingegen ließen sich nach der erstmaligen Befüllung schon aufgrund des sehr schmalen Halses und mit den damaligen Mitteln nicht mehr vollständig reinigen. Ein dünner Ölfilm blieb stets an der Innenwand haften, sickerte in den Ton, verdarb und erzeugte deswegen bald unangenehme Gerüche. Diese Amphoren wurden daher am Zielort nach ihrem Gebrauch zerschlagen und entsorgt.

## Entwicklung
Der Scherbenberg entstand im Zuge der damals schon sehr umfangreichen Warenexporte nach Rom. Als die Bevölkerung der antiken Großstadt immer mehr anwuchs, konnte man die Lebensmittelversorgung nicht mehr alleine durch die Landwirtschaft im Umkreis der Stadt sicherstellen. Schon zur Zeit der Republik war Rom von Nahrungsmittelimporten (besonders aus Ägypten und Nordafrika) abhängig, der so genannten »annona« (Jahresertrag). Den dafür zuständigen Beamten, dem Praefectus annonae, oblag es, das dafür benötigte Getreide, Wein und Olivenöl etc. zu beschaffen. Letzteres war dabei nicht nur als Lebensmittel, sondern auch als Brennstoff für Lampen, als Heilmittel und als Bestandteil in Kosmetikprodukten unverzichtbar. Die Lieferungen für die Bürger Roms wurden als »annona civica« bezeichnet, die für die Armee als »annona militaris«. Sie ohne Störungen und in ausreichender Menge auszugeben, war für den Kaiserhof innenpolitisch enorm wichtig. Sicherte doch das – später kostenlose – Verteilen dieser Lebensmittel den prekären sozialen Frieden in der Stadt und die Loyalität der Soldaten.
Strabon und Plinius der Ältere nennen um die Zeitenwende die Provinz Baetica als Herkunftsgebiet für Olivenöl. Die Region erlebte seit Kaiser Augustus (27 v. Chr. bis 14 n. Chr.), einen enormen wirtschaftlichen Aufschwung. Rund um die Städte Hispalis (Sevilla), Corduba (Cordoba) und Astigi (Écija) – haben Archäologen an die hundert Töpfereien aus römischer Zeit entdeckt. Sie alle lagen an einem schiffbaren Fluss, des Baetis (Guadalquivir), und dessen Nebenfluss Singilis (Genil), an deren Ufern sich auch die für die Herstellung der Amphoren benötigten Tonerdevorkommen befanden. Schon seit dem frühen 1. Jahrhundert n. Chr. wurden dort »Dressel 20« Amphoren offenbar in Großserie produziert. Die Untersuchungen des CEIPAC vor Ort bestätigten auch die am Monte Testaccio gefundenen antiken Inschriften. Das fruchtbare Tal des Baetis war zudem auch ein Hauptanbaugebiet für Olivenöl, das »oleum Baeticum«. Olivenhaine, Ölpressen und Töpfereien standen dort dicht beieinander. Die befüllten Amphoren wurden auf Flusskähnen zuerst zur Flussmündung an der Atlantikküste getreidelt. Dort lud man sie auf hochseetüchtige Frachtsegler, die sie nach Italien brachten. Ein Großteil des Fernhandels zwischen den Provinzen und der Hauptstadt wurde über das Mittelmeer abgewickelt. Der Transport per Schiff war um ein Mehrfaches günstiger, schneller und sicherer als der beschwerliche Landweg. Die damaligen Frachtschiffe konnten schon erhebliche Warenmengen laden. Wie viele Amphoren im Laderaum verstaut werden konnten, bezeugen Funde in antiken Schiffswracks und Schriftquellen. Die Zahl der geladenen Amphoren war auch namensgebend für einen damaligen Schiffstyp: »Myriophoros« (= Myriaden), eine Ladung von zirka 10.000 ineinander- und übereinandergestapelten Amphoren, mit einem Gesamtgewicht von etwa 400 bis 500 Tonnen, die für die Frachter dieser Zeit nicht außergewöhnlich gewesen sein dürften.
Mitte des 3. Jahrhunderts n. Chr. war das Römische Reich in eine ernste politische und militärische Krise geraten. In der Folge veränderten sich auch die Wirtschafts- und Handelsströme. Untersuchungen des CEIPAC-Teams beweisen, dass nun das Ölivenöl aus der Baetica verstärkt nach Gallien und Germanien verschifft wurden, wohl um damit vorrangig die Rheinarmee zu versorgen. Als Teil seiner Reichsreform fügte Kaiser Diokletian (284–305) Spanien am Ende des 3. Jahrhunderts der Präfektur Gallien hinzu. Nordafrika wurde der Präfektur Italien angegliedert, Rom kehrte damit nach langer Zeit wieder zu seinen früheren Hauptlieferanten für Olivenöl zurück. Wo deren Amphoren dann in Rom weggeworfen wurden, ist nicht sicher. Auf kleinere Scherbenhaufen stießen Bauarbeiter schon im 19. Jahrhundert – vor allem im Stadtteil Trastevere und unweit des Mausoleo di Adriano. Archäologische Bodenuntersuchungen fanden dort bislang nicht statt.